# کالی (شهر)
سانتیاگو ده کالی (به انگلیسی: Cali) یکی از شهرهای کشور کلمبیا و مرکز استان بایه دل کائوکا است که در شهرستان بایه دل کائوکا واقع شده‌است.

## خصوصیات
سانتیاگو ده کالی ۵۶۴ کیلومترمربع مساحت و ۲٬۴۰۰٬۶۵۳ نفر جمعیت دارد و ۹۹۷ متر بالاتر از سطح دریا واقع شده‌است.

## شهرهای خواهرخوانده
- پالس دو لا فرونترا، اسپانیا
- آتن، یونان
- نیویورک، ایالات متحده آمریکا
- اورلندو، فلوریدا، ایالات متحده آمریکا
- میامی، ایالات متحده آمریکا
- کاراکاس، ونزوئلا
- کیتو، اکوادور
- گوایاکیول، اکوادور
- لیما، پرو
- برایتون، بریتانیا
- استکهلم، سوئد
- گوادالاخارا، خالیسکو، مکزیک
- مونتری، مکزیک
- ریو د ژانیرو، برزل
- ونکوور، کانادا
- مانیل، فیلیپین
- فلورانس، ایتالیا
- مدلین، کلمبیا
- پراگ، جمهوری چک
- آمستردام، هلند
- مونترآل، کانادا
- مونت‌کارلو، موناکو